# Воронка поглинання
Воронка поглинання (рос. воронка поглощения; англ. cone of absorbtion; нім. Absorptionstrichter m) – воронкоподібне (лійкоподібне) підвищення поверхні безнапірних або напірних вод (рідини), подібне до воронки (лійки) депресії тиску, поверненої вершиною вгору, що утворена навколо свердловини, колодязів тощо при поглинанні значної кількості води (рідини).